# Селезнёв, Дмитрий Михайлович
Дмитрий Михайлович Селезнёв (28 февраля 1897, село Семёновка, Тамбовская губерния — 29 октября 1960, Куйбышев) — советский военачальник, генерал-майор (1940).

## Военная служба

### Первая мироваяиГражданская войны
В мае 1916 года был призван в армию. В Первой мировой войне принимал участие в звании унтер-офицера. В октябре 1918 года вступил в Рабоче-крестьянскую Красную армию.
Во время Гражданской войны служил в 16-й стрелковой дивизии на должностях агитатора-организатора, военкома полка, военкома артиллерии дивизии и военкома штаба дивизии.
В апреле 1919 года принимал участие в боях против войск под командованием генерала Деникина, а с июня по октябрь 1920 года — в советско-польской войне. За это время был дважды ранен.

### Межвоенный период
С октября 1921 года учился на краткосрочных курсах при Коммунистическом университете им. Я. М. Свердлова в Москве, по окончании которых проходил службу в Ленинградском военном округе на должностях военкома стрелкового полка в 16-й стрелковой дивизии, военкома дивизионной школы 20-й стрелковой дивизии, ответственного организатора артиллерийского полка.
С сентября 1925 года был слушателем курсов усовершенствования комсостава «Выстрел», по окончании которых с сентября 1926 года служил помощником военкома артиллерийского полка Московского военного округа, дислоцированного в городе Калинин. С мая 1927 года находился на стажировке в должности командира роты и помощника командира стрелкового батальона. В декабре 1927 года был назначен на должность командира и военкома 6-го отдельного резервно-территориального батальона.
По окончании в 1933 году Военной академии имени М. В. Фрунзе служил в Сибирском военном округе на должностях: с июня 1933 года — командира и комиссара 280-го стрелкового полка 94-й стрелковой дивизии, с августа 1934 года — на должности командира 73-й стрелковой дивизии, а с августа 1939 года — на должности командира 53-го стрелкового корпуса.
В феврале 1941 года «за хорошие показатели в боевой и политической подготовке частей корпуса» был награждён орденом Красной Звезды.

### Великая Отечественная война
В июне 1941 года корпус под командованием Селезнёва был переброшен на запад и включён в состав 24-й армии, находившейся в резерве ВГК. В начале июля корпус передислоцировался в район города Дорогобуж, заняв оборону по рекам Днепр, Вопь и Ужа, после чего принял участие в Смоленском сражении, в ходе которого корпус попал в окружение и понёс большие потери. С выходом из окружения оставшийся личный состав был отправлен на доукомплектование других частей, а управление корпуса было расформировано.
3 августа 1941 года Селезнёв был назначен на должность начальника управления тыла — заместителя командующего 43-й армией. С 22 августа по 2 сентября командовал 43-й армией. 10 октября был назначен на должность заместителя командующего Западного фронта. В этой должности Селезнёв принял участие в Вяземской операции.
С 20 октября командовал 17-й стрелковой дивизией. После тяжёлых оборонительных боёв на рубеже реки Нара дивизия в декабре перешла в наступление и 2 января 1942 года наряду с другими соединениями армии освободила Малоярославец. В ходе дальнейшего наступления дивизия освободила город Медынь, выйдя к реке Угра, где на западном берегу захватила плацдарм, овладев населёнными пунктами Бочаровы Прудки и Ольжно и перейдя к активной обороне. За эти бои Дмитрий Михайлович Селезнёв был награждён орденом Красного Знамени.
С сентября 1942 года служил заместителем командующего 43-й армией. С 16 декабря 1942 по 4 марта 1943 года исполнял обязанности командующего 22-й армией Калининского фронта. В это время армия обороняла рубеж юго-западнее Ржева, а также приняла участие в Ржевско-Вяземской операции.
В марте 1943 года был назначен на должность заместителя командующего, а с 9 апреля по 18 мая командовал 4-й ударной армией, оборонявшейся в районе городов Велиж и Демидов.
С мая по октябрь 1943 года проходил лечение в госпитале по болезни. 2 октября назначен на должность заместителя командующего войсками Приволжского военного округа по материальному обеспечению.

### Послевоенная карьера
С августа 1945 года находился в распоряжении начальника Тыла РККА. В ноябре 1946 года вышел в отставку.
Умер 29 октября 1960 года в Куйбышеве. Похоронен на Городском кладбище.

## Награды
- Орден Ленина (21.02.1945);[2]
- Два ордена Красного Знамени (21.07.1942, 3.11.1944);
- Орден Красной Звезды (22.02.1941);
- Орден Республики (Тувинская Аратская Республика);
- Медали[3].